# R Зайца
R Зайца (R Leporis, R Lep) — переменная звезда (красный гигант). Находится в созвездии Зайца (на границе с созвездием Эридана) на расстоянии 1100 световых лет от Солнца.
R Зайца является звездой южного полушария. В северном полушарии звезда наблюдается до 76° северной широты, то есть практически во всех странах, за исключением северных регионов Канады и России. Лучшее время для наблюдения звезды на территории России — декабрь.
R Зайца открыта в 1845 году в Дж. Р. Хайндом, и в его честь известна как «Малиновая (Пурпурная) Звезда Хайнда» (англ. Hind's Crimson Star). Хотя цвета звёзд, а тем более их оттенки довольно размыты и неопределённы (так некоторые считают, что Бетельгейзе — красноватый, другие — оранжевый или даже жёлто-оранжевый), однако цвет тёмно-красных углеродных звёзд вызывает мало сомнений. В атмосферах звёзд-гигантов за счёт внутреннего термоядерного синтеза и конвекции (движения газа вверх и вниз) меняется отношение количества атомов углерода к количеству атомов кислорода. Кислород обычно доминирует над углеродом, но в углеродных звёздах, углерод поднимается на поверхность. А так как молекулы углерода поглощают синие коротковолновые фотоны эффективнее, чем красные длинноволновые, то они придают звёздам характерный тёмно-красный цвет. Сам Хайнд описывал звезду как «капля крови на чёрном фоне».
R Зайца является пульсирующей переменной звездой типа Миры Кита и меняет свою яркость от 5.5m величины (в максимуме) и, тогда она становится едва видна невооружённым глазом, до 10.5m (в минимуме) с периодом изменения блеска 432.47 дней (в большинстве случаев эти изменения, вызваны перепадами температур в течение пульсаций). Впервые звезду подробно исследовал Иоганн Шмидт.
У звезды есть ещё и вторичный цикл длительностью около 40 лет, во время которого звезда меняет свой максимальный блеск от шестой величины до двенадцатой, то есть она становится в 100 раз слабее. Так звезда достигала максимальной яркости в период между 1968 и 1973 годами, а затем в течение 1990-х годов резко потускнела на некоторое время, едва достигая девятой величины в максимуме. Происхождение длительного цикла неизвестно, но возможно он связан с выбросом пыли, во время которых звезда теряет массу в размере от одной миллионной солнечной массы в год, почти в 100 миллионов раз больше, чем наше Солнце теряет от солнечного ветра. Углеродные звезды редки, и расположены довольно далеко от Земли. Находясь на расстоянии около 1100 световых лет (расстояние высчитывается из параллакса с поправкой на статистическую погрешность), R Зайца является одной из самых близких. Спектральный класс звезды по C-системе Моргана-Кинана — C7,6e или N8 по гарвардской классификации.
Расчёт параметров звезды осложняется окружающей её пылевой оболочкой. Температура R Зайца очень низкая — от 2245 до 2290 K, светимость от 5200 до 7000 солнечной (почти вся излучается в инфракрасном диапазоне). Эти значения позволяют вычислить радиус звезды, который огромен: от 480 до 535 раз больше солнечного (от 2,2 до 2,5 а.е.). Если бы она оказалась на месте нашего Солнца, то её внешняя граница достигала бы пояса астероидов.
R Зайца находится на заключительной стадии звёздной эволюции: в центре звезды находится неактивное ядро, состоящее в основном из углерода и кислорода, термоядерные реакции проходят только в окружающей звезду оболочке, в которой остатки водорода сливаются в гелий, а атомы гелия сливаются в углерод. Но и эти процессы заканчиваются, и звезда вскоре сбросит внешнюю оболочку. Сама оболочка состоит из смеси газа (в основном водорода, гелия, азота и кислорода) и пыли (в основном углерода). Звезда и оболочка сильно обогащены углеродом и его соединениями (например CO): отношение углерода к кислороду более чем вдвое превышает солнечное значение. Помимо этого в оболочке присутствуют и более сложные вещества, так в ней отчётливо наблюдается интенсивное мазерное излучение, производимое молекулами синильной кислоты (HCN).
Масса звезды не может быть определена непосредственно, но теория предсказывает, что у всех углеродных звёзд масса, как правило, находится в диапазоне от 2,5 до 5 масс Солнца, то есть R Зайца начала свою жизнь как горячая звезда спектрального класса B. Закончит же она свою жизнь, сбросив внешнюю оболочку и обнажив горячее ядро — белый карлик. Сброшенная оболочка станет планетарной туманностью и будет светиться под действием звёздного ветра, исходящего от центральной звезды. Вскоре она рассеется и на месте звезды останется только довольно массивный белый карлик, похожий на Сириус B.
Это изображение R Зайца, звезды на заключительной стадии своей эволюции, представляет собой изображение с самым высоким разрешением, когда-либо полученное с помощью ALMA. Его угловое разрешение составляет 5 угловых миллисекунд, что эквивалентно наблюдению за 10-метровым автобусом на Луне. Это было достигнуто с использованием приемников ALMA Band 10 (высокочастотных) и конфигурации решетки с максимальной длиной базовой линии 16 км, а также новой методики калибровки. Субмиллиметровое излучение поверхности звезды показано оранжевым цветом, а излучение мазера на цианистом водороде на частоте 891 ГГц показано синим цветом. Наблюдения показывают, что звезда окружена кольцевой структурой газа и газ из звезды уходит в окружающее пространство.
14 ноября 2023 года с помощью комплекса радиотелескопов, ALMA удалось получить самое детальное на сегодняшний день изображение звезды на заключительной стадии своей эволюции, звезды R Зайца, и изображение с самым высоким разрешением, когда-либо полученным с помощью ALMA. Его угловое разрешение составляет 5 угловых миллисекунд, что эквивалентно наблюдению за 10-метровым автобусом на Луне. Это было достигнуто с использованием нового метода калибровки, в этом так называемом междиапазонном методе, атмосферные колебания компенсируются путем наблюдения за ближайшим калибратором в низкочастотных радиоволнах, в то время как цель наблюдается с помощью высокочастотных радиоволн, и конфигурации радиотелескопов с максимальной длиной «плеча» 16 км. Наблюдения показывают, что звезда окружена кольцевой структурой из газа, который уходит из звезды в окружающее пространство.